# Gele doornsnavel
De gele doornsnavel (Acanthiza nana) is een zangvogel uit de familie Acanthizidae (Australische zangers).

## Verspreiding en leefgebied
Deze soort is endemisch in Australië en telt drie ondersoorten:
- A. n. flava: noordoostelijk Australië.
- A. n. modesta: oostelijk en binnenlands zuidoostelijk Australië.
- A. n. nana: de kust van zuidoostelijk Australië.

## Status
De grootte van de populatie is niet gekwantificeerd maar de soort wordt omschreven als plaatselijk algemeen. Op de Rode lijst van de IUCN heeft deze soort de status niet bedreigd.